# Федорівка (Зіньківська міська громада)
Фе́дорівка — село в Україні, у Зіньківській міській громаді Полтавського району Полтавської області. Населення становить 43 осіб. До 2020 орган місцевого самоврядування — Великопавлівська сільська рада.

## Географія
Село Федорівка знаходиться на березі річки Лютенька, вище за течією на відстані 1,5 км розташоване село Велика Павлівка. Поруч проходить автомобільна дорога Т 1706.

## Історія
Жертвами голодомору 1932—1933 років стало 4 особи.
12 червня 2020 року, відповідно до розпорядження Кабінету Міністрів України № 721-р «Про визначення адміністративних центрів та затвердження територій територіальних громад Полтавської області», село увійшло до складу Зіньківської міської громади.
19 липня 2020 року, в результаті адміністративно - територіальної реформи та ліквідації Зіньківського району, село увійшло до складу новоутвореного Полтавського району Полтавської області.

## Населення

### Мова
Розподіл населення за рідною мовою за даними перепису 2001 року:
| Мова       | Кількість | Відсоток |
| ---------- | --------- | -------- |
| українська | 43        | 100%     |